# Comuna Holovkivka, Oleksandria
Holovkivka (în ucraineană Головківка) este o comună în raionul Oleksandria, regiunea Kirovohrad, Ucraina, formată din satele Holovkivka (reședința) și Ivanivka.

## Demografie
Componența lingvistică a comunei Holovkivka
     Ucraineană (95,59%)
     Rusă (4,32%)
Conform recensământului din 2001, majoritatea populației comunei Holovkivka era vorbitoare de ucraineană (95,59%), existând în minoritate și vorbitori de rusă (4,32%).